# Tornesch
Tornesch er en by og en kommune i det nordlige Tyskland, beliggende under Kreis Pinneberg i den sydlige del af delstaten Slesvig-Holsten.

## Geografi
Tornesch ligger 16 km nordvest for Hamborg på en geest der rager ind i marsken i dennes udkant. Den grænser op til byen Uetersen og kommunerne Klein Nordende, Ellerhoop, Prisdorf og Heidgraben. Kommunen afgrænses mod syd af vandløbene Pinnau og Bilsbek, mod vest Ohrtbrookgraben og mod øst til tidligere Bundesstraße og motorvejen A 23.
I Tornesch ligger bydelene Ahrenlohe, Esingen og Oha. Flyvepladsen Ahrenlohe ligger i kommunen og krydses af jernbanen Hamborg-Altona–Kiel, der har station i byen.